# Die unerschütterliche Liebe der Suzanne
Die unerschütterliche Liebe der Suzanne ist ein französisches Filmdrama von Katell Quillévéré aus dem Jahr 2013.

## Handlung
Nach dem Tod ihrer Mutter wachsen die beiden Schwestern Suzanne und Maria allein bei ihrem Vater Nicolas auf, der Fernfahrer ist. Noch während der Schulzeit wird die jüngere Suzanne schwanger. Ihr Vater ist erbost, doch anfänglich scheinen sie den Familienzuwachs zu bewältigen, auch ohne den Vater des Kindes. Doch dann verliebt sich Suzanne in Julien und gibt, um bei ihm zu sein, erst ihren Job auf, und als er für kriminelle Tätigkeiten untertaucht, lässt sie sogar ihren Sohn zurück und geht mit Julien. Für mehr als ein Jahr ist sie spurlos verschwunden, und obwohl sich in dieser Zeit Maria und der Vater sehr liebevoll und so gut es ihnen zeitlich möglich ist um den kleinen Charlie kümmern, wird die Sozialbehörde auf die Lebensverhältnisse des Kindes aufmerksam, und so wird er schließlich einer Pflegefamilie zugeteilt. 
Suzanne muss wegen eines Einbruchs, den sie zusammen mit Julien verübt hat, eine Haftstrafe verbüßen, Julien selbst wird nicht gefasst. Während der Haft wird sie nur von Maria besucht, ihr Vater hingegen kann sich nicht dazu durchringen. Wieder entlassen, unternimmt Suzanne einen Selbstmordversuch. Beim ersten Kontakt mit Charlie begegnen sie und ihr sichtlich älter gewordener Sohn sich einander deutlich entfremdet. 
Suzanne findet Arbeit als Kellnerin in einem Restaurant. Auf der Heimfahrt entdeckt sie eines Abends Julien und fährt mit ihm in seinen Unterschlupf, wo er unter falscher Identität lebt. Auch ihr besorgt er einen gefälschten Pass. Von erbeutetem Geld hat er kürzlich in Marokko ein Haus für sich und Suzanne gekauft. Die beiden beginnen nun, in großem Umfang Drogen nach Frankreich zu schmuggeln. Einen persönlichen Weihnachtsbesuch bei Charlie unterlässt Suzanne, stattdessen legt sie ihm ein Geschenk in den Garten der Pflegefamilie.
Am Grab ihrer Mutter wird Suzanne durch die Entdeckung erschüttert, dass ihre Schwester Maria verstorben ist. Eine Nachbarin ihres Vaters erzählt ihr dann, dass Maria vor zwei Monaten bei einem Verkehrsunfall ums Leben gekommen ist. Bei einer Zollkontrolle stellt sich Suzanne den Behörden und gerät erneut in Haft. In der Strafanstalt lebt sie gemeinsam mit ihrer kleinen Tochter, die sie mit Julien bekommen hat. Dort wird sie von ihrem Vater und Charlie besucht, dem sie nun zum ersten Mal offen und befreit ins Gesicht schauen kann.

## Rezeption
Für die FAZ ist der Film „trotz seiner gelegentlich holprigen und unsicheren Erzählweise keine verlorene Zeit“, da er zeige, „was es heißt, seiner eigenen inneren Richtung treu zu bleiben, auch wenn sie unausweichlich auf die Straße der Verlierer führt.“
The Guardian schreibt: „[…] Das Brillante an Quillévérés Regie ist die Leistung, die sie ihren Schauspielern entlockt, sowie die scharfsichtige, unvoreingenommene Art, mit der sie sie in Szene setzt.“

## Auszeichnungen (Auswahl)
Adèle Haenel gewann für ihre Darstellung den César 2014 als Beste Nebendarstellerin.